# Herb Porozowa
Herb Porozowa – jeden z symboli Porozowa nadany miastu przez króla Polski i wielkiego księcia litewskiego Zygmunta III Wazę w 1616 i przywrócony 14 czerwca 2007 dekretem prezydenta Białorusi Alaksandra Łukaszenki.

## Opis herbu
Na tarczy barokowej, w niebieskim polu, na złotym półksiężycu postać Matki Bożej w złotej koronie i w czerwono-niebieskich szatach, w ramionach trzymającej Dzieciątko Jezus w złotej koronie i w białych szatach, ze złotym jabłkiem w prawej dłoni. Nad ich głowami znajdują się złote aureole.

## Znaczenie
Postać przedstawiona na herbie to Niewiasta obleczona w słońce z Apokalipsy św. Jana Apostoła.

## Historia
Pierwszy herb Porozowowi nadał król Polski i wielki książę litewski Zygmunt III Waza. Był to herb obowiązujący współcześnie. Znany on jest z pieczęci miejskich z 1616 i 1720.
W niepodległej Białorusi herb został przywrócony. Projekt autorstwa Wiktara Lachara, który dokonał rekonstrukcji herbu na podstawie przedrozbiorowych pieczęci miejskich, został przyjęty 10 listopada 2006 przez Radę Osiedla Porozowa. Oficjalnie herb ustanowił prezydent Białorusi Alaksandr Łukaszenka dekretem z 14 czerwca 2007. 4 czerwca 2009 herb został zarejestrowany w Rejestrze Herbowym Republiki Białorusi.